# Escut de Potries
L'escut de Potries és un símbol representatiu oficial de Potries, municipi del País Valencià, a la comarca de la Safor. Té el següent blasonament:
| « | Escut quadrilong de punta redona. Quarterat en creu. En el primer i quart quarters, en camp d'or, un pot d'argent. Al segon i tercer, en camp d'or, tres faixes de gules, que comencen i acaben en or. Al timbre, corona reial oberta. | » |

## Història
L'escut fou aprovat per Resolució de 26 de maig de 2006, del conseller de Justícia, Interior i Administracions Públiques, publicada al DOGV núm. 5.287, de 23 de juny de 2006.
L'escut quarterat són les armories dels Carròs, barons de Rebollet i primers senyors de Potries, amb l'afegitó del pot, un senyal parlant referent al topònim del poble.
El pot d'argent en camper d'or contravé la regla heràldica del contrast dels esmalts.